# Eduarda Amorim
Ana Eduarda Idalina Amorim-Taleska (* 23. September 1986 in Blumenau) ist eine ehemalige brasilianisch-ungarische Handballspielerin, die dem Kader der brasilianischen Nationalmannschaft angehörte.

## Karriere

### Im Verein
Eduarda Amorim begann im Jahre 1998 das Handballspielen in ihrem Heimatort am Colégio Barão do Rio Branco. Ab 2002 lief die Rückraumspielerin für Metodista auf und schloss sich zwei Jahre später São Caetano an. Zum Jahreswechsel 2005/06 wechselte Amorim nach Europa, wo sie fortan für den mazedonischen Verein Kometal Gjorče Petrov Skopje auf Torejagd ging. Zum damaligen Zeitpunkt stand ebenfalls ihre ältere Schwester Ana Amorim bei Kometal Gjorče Petrov Skopje unter Vertrag. Mit dem Hauptstadtverein gewann sie in jeder Spielzeit sowohl die mazedonische Meisterschaft als auch den mazedonischen Pokal.
Als Kometal Skopje im Jahre 2009 in finanzielle Schwierigkeiten geriet, wechselte Eduarda Amorim zum ungarischen Spitzenverein Győri ETO KC. Mit  Győri ETO KC gewann sie 2010, 2011, 2012, 2013, 2014, 2016, 2017, 2018 und 2019 die ungarische Meisterschaft sowie 2010, 2011, 2012, 2013, 2014, 2015, 2016, 2018, 2019 und 2021 den ungarischen Pokal. Mit dem ungarischen Verein stand sie 2012 im Finale der EHF Champions League, scheiterte dort jedoch am montenegrinischen Klub ŽRK Budućnost Podgorica. Amorim erzielte in diesem Wettbewerb 75 Treffer und belegte den sechsten Rang in der Torschützenliste. 2013 erreichte die Brasilianerin mit ihrem Verein erneut das Endspiel, in dem Győri ETO KC seinen ersten europäischen Titel errang. 2014, 2017, 2018 und 2019 gewann sie ebenfalls die Champions League. Im Februar 2015 wurde sie zur Welthandballerin 2014 gewählt. Ab dem Sommer 2021 stand Amorim beim russischen Erstligisten GK Rostow am Don unter Vertrag. Im März 2022 wurde der Vertrag im beiderseitigen Einvernehmen aufgelöst, nachdem die EHF alle russischen Mannschaften vom internationalen Spielbetrieb ausgeschlossen hatte. Amorim schloss sich dem rumänischen Erstligisten CSM Bukarest an, mit dem sie den rumänischen Pokal gewann. Nach der Saison 2021/22 beendete sie ihre Karriere.
Amorims ehemaliger Verein Győri ETO KC vergibt ihr zu Ehren nicht mehr die Trikotnummer 18.

### In der Nationalmannschaft
Eduarda Amorim lief anfangs für die brasilianische Juniorinnen-Nationalmannschaft auf und wurde anschließend in den Kader der A-Nationalmannschaft aufgenommen. Mit der brasilianische Auswahl nahm sie an den 15. Panamerikanischen Spielen in Rio de Janeiro sowie an den 16. Panamerikanischen Spielen in Guadalajara teil, wo sie jeweils die Goldmedaille gewann. Weiterhin nahm die Brasilianerin an den Olympischen Spielen 2008 in Peking, den Olympischen Spielen 2012 in London, den Olympischen Spielen 2016 in Rio de Janeiro und an den Olympischen Spielen 2020 in Tokio teil.
Eduarda Amorim gehörte bei den Weltmeisterschaften 2007, 2009, 2011 und 2013 dem brasilianischen Aufgebot an. Bei der WM 2013 in Serbien feierte Amorim den Gewinn des WM-Titels und wurde zusätzlich zur wertvollsten Spielerin des Turniers gewählt. Im November 2014 zog sich Amorim in einem Freundschaftsspiel der brasilianischen Mannschaft einen Kreuzbandriss zu, weshalb sie eine mehrmonatige Pause einlegen muss. Bei der Panamerikameisterschaft 2017 gewann sie die Goldmedaille.

## Auszeichnungen
- Welthandballerin 2014

## Privates
Amorim studierte Sportmanagement und nahm 2023 an einer Ausbildung der EHF zur Handballmanagerin teil. Im selben Jahr brachte sie eine Tochter zur Welt.